# Juncus echinocephalus
Juncus echinocephalus là một loài thực vật có hoa trong họ Juncaceae. Loài này được Balslev mô tả khoa học đầu tiên năm 1979.